# Molens Drie Fonteinen
Molens Drie Fonteinen (fr: Moulins de Trois Fontaines) was een grote industriële maalderij in langs het kanaal in het Vilvoordse gehucht Drie Fonteinen.
De vennootschap Société des Moulins de Trois Fontaines wordt opgericht op 25 mei 1893 en gaat zich bezighouden met industriële verwerking van graan en de verkoop van bloem. Het bedrijf gaat terug op een bloemmolen die in 1860 werd opgericht door Benoit Hanssens en zetmeel produceerde. Het bedrijf bouwde rond de eeuwwisseling bloemmolens op de linkeroever van het kanaal (westelijke vaartdijk) en opslagplaatsen op de rechteroever (oostelijke vaartdijk). Het bedrijf beschikte over een aansluiting op de Chemin de Fer Industriel om de aan- en afvoer van haar goederen mogelijk te maken.
Door de groei van het bedrijf in het begin van de twintigste eeuw, verdwijnt het oorspronkelijke gehucht Drie Fonteinen grotendeels.
Vanaf 1919 was Vilvoords advocaat Daniël Campion beheerder van de onderneming. Onder zijn beheer werd er door aannemer Fredor De Bock een tunnel met transportband onder het kanaal gebouwd zodat de zakken bloem van de molens op de linkeroever naar de magazijnen op de rechteroever getransporteerd konden worden. De tunnel had een lengte van 110 meter en een diameter van twee meter. De tunnel wordt in mei 1940 door de Britten opgeblazen en ook de andere gebouwen raken sterk beschadigd tijdens de Tweede Wereldoorlog. Tegen 1950 is het complex echter volledig heropgebouwd.
In 1964 verkoopt het bedrijf een groot deel van haar gronden op de linkeroever van het kanaal aan een projectontwikkelaar die op de gronden de Lenterik-woonwijk ontwikkelt. De naam van de wijk verwijst naar Sint-Lendrik. Niet veel later koopt een andere maalderij, de Meuneries Bruxelloises, de Molens Drie Fonteinen op. De Meuneries Bruxelloises hadden (en hebben) al een andere bloemmolen, wat zuidelijker op de rechteroever van het kanaal. In 1984 wordt de naam van het bedrijf veranderd naar Ceres nv. Er volgt een bedrijfsreorganisatie waarbij de activiteiten op de Vilvoordse site worden stilgelegd. De resterende eigendommen op de linkeroever worden in december 1985 overgedragen aan de stad Vilvoorde, die het zal integreren in het Domein Drie Fonteinen. In 1989 worden de gebouwen gesloopt.
Op de rechteroever blijft een enorme mastodont staan, de opslagplaatsen voor de bloem. Het enorme gebouw meet 196 meter lang, 77 meter diep en 30 meter hoog met een volume van 100 000 kubieke meter. In 1994 leggen de GOM (Gewestelijke Ontwikkelingsmaatschappij) Vlaams-Brabant en de stad Vilvoorde geld tezamen voor de aankoop van de gronden op de rechteroever. Na een studie blijkt het hergebruik van het gebouw te duur. De afbraak van een van de meer imposante fabrieksgebouwen van de kanaalzone gebeurt in april 1998.
De gronden zullen herontwikkeld worden in het kader van het 'Watersite'-project van de stad Vilvoorde. Ter hoogte van de voormalige Molens komt er een voetgangersbrug over het kanaal, die de nieuwe woonwijk op de rechteroever in de wijk Broek moet verbinden met de Lenterikwijk en het Domein Drie Fonteinen op de linkeroever.